# Mesophylla correcta
Mesophylla correcta är en insektsart som beskrevs av Melichar 1902. Mesophylla correcta ingår i släktet Mesophylla och familjen Flatidae. Inga underarter finns listade i Catalogue of Life.